# Aiguille d'Orcières
De Aiguille d'Orcières is een Franse kaas uit de vallei van Champsaur, ten noorden van Gap.
De kaas is een halfharde kaas (type Gruyère) gemaakt van de melk van koeien uit de regio. De kaas heeft een rijpingstijd van 4 maanden in kelders bij lage temperatuur.